# Всемирная исламская конференция в Грозном
Всемирная исламская конференция «Кто они — последователи Сунны»? — конференция, прошедшая в Грозном с 25 по 27 августа 2016 года. В ней участвовало более 200 участников из 30 стран мира, прежде всего Российской Федерации (были представители практически все муфтияты, в том числе и муфтий из Крыма), а также Сирии, Египта, Ливии, Кувейта и др. Наиболее представительной была делегация из Египта — появились даже верховный имам и шейх университета аль-Азхар Ахмад Мухаммад ат-Тайиб, ректор университета Ибрагим аль-Гудгуд, муфтий этого государства Шауки Аллям и другие значимые фигуры. Прибыло немало известных проповедников, в том числе шейх Саид Фуда из Иордании.
Конференция, посвященная 65-летию Ахмада-хаджи Кадырова.

## Участники конференции

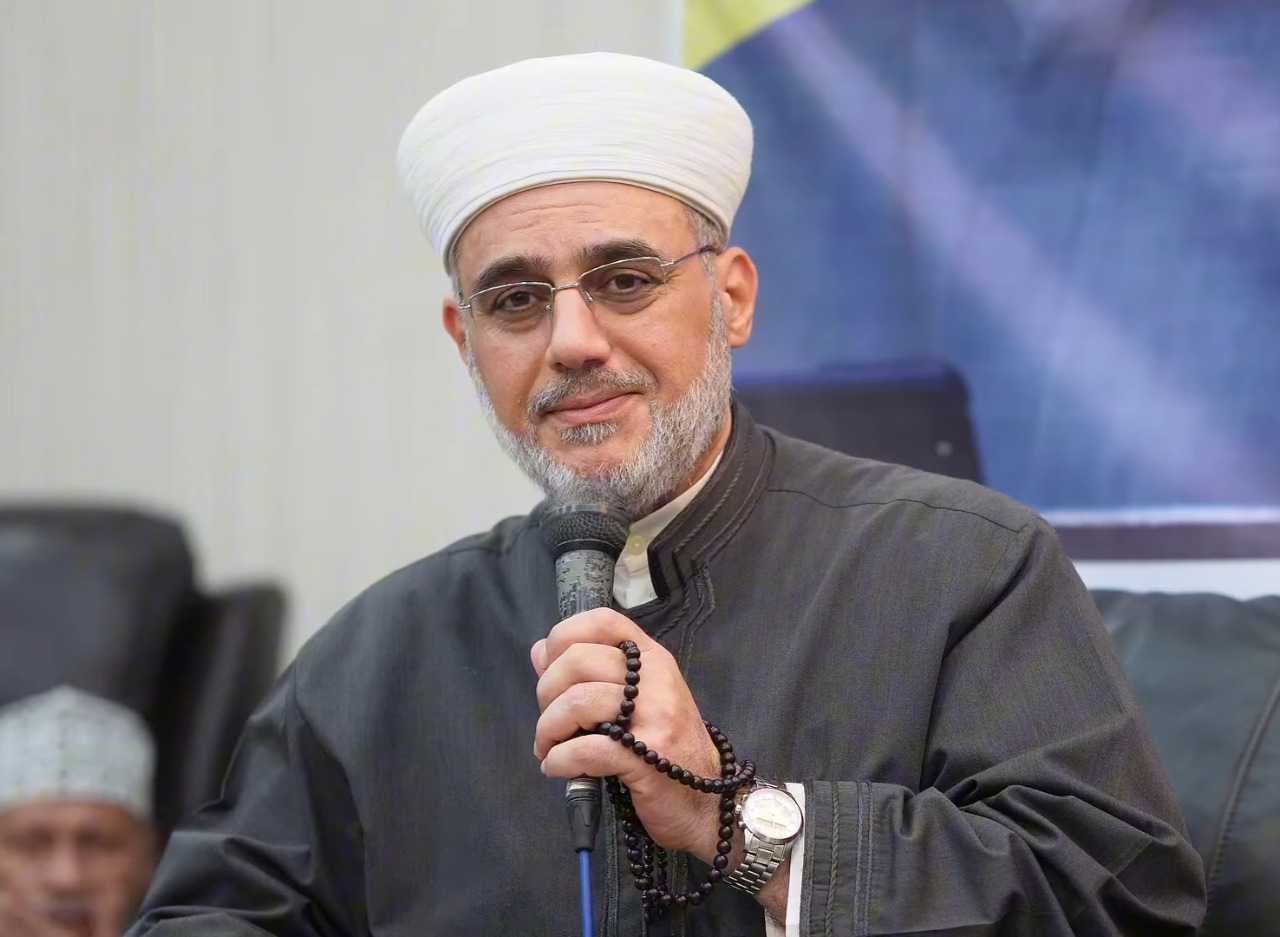
Один из участников конференции, Саид Фуда — современный проповедник ашаризма.

Конференция собрала около 200 мусульманских религиозных лидеров, специалистов по Корану и исламских мыслителей почти со всех стран мира, из Египта, Сирии, Иордании, Судана и Европы, среди которых были такие деятели, как верховный имам аль-Азхара Ахмед ат-Тайиб, верховный муфтий Египта шейх Шауки Аллям, советник президента Египта, член комитета по религиозным делам египетского парламента шейх Усама Аз-Захри, верховный муфтий Дамаска Абдель Фаттах Аль-Безм, йеменский проповедник Али аль-Джифри, Шейх Саид Фуда из Иордании, ректор университета «Аль-Азхар» в Египте Ибрагим аль-Худхуд, а также более 90 мусульманских деятелей из СНГ и регионов России и многие другие.

## Цели и задачи конференции
Конференция была призвана определить, что такое истинный Ислам, чтобы люди не сбивались с толку, чтобы оградить их от заблуждений.С.Межиев
Участники форума постарались найти определение «народу Сунны и суннитской общине» в свете распространения такфиристско-салафитского терроризма, адепты которого заявляют, что они представляют ислам и пытаются позиционировать себя как законные представители суннизма.
В заключительном заявлении участники конференции говорят, что людьми сунны являются ашариты и матуриды (представители влиятельных направлений в суннизме) — они принадлежат к суннитской общине как на уровне учения, так и в том, что касается их четырёх школ суннитской юриспруденции", а также суфии — «и в области знания, и в области морали и этики». Что касается последователей салафитского ваххабизма, который проповедуется в Саудовской Аравии, то он в список «народа суннизма» не включен.
В документе, который появился после самой конференции как на русском, так и на арабском языках, было определено, что к суннитам официально принадлежат:
- ашариты;
- матуридиты;
- четыре мазхаба;
- суфийские тарикаты.

Разного рода течения, определённые на конференции как секты, («ваххабиты», «салафия» и другие) определены как «заблудшие». Также под определение «заблудших сект» попали «Братья-мусульмане», «Хизб ут-Тахрир», ДАЕШ (ИГИЛ или ИГ) и другие.
Это течения ислама, говорится в заявлении, исключены из списка в связи с необходимостью радикальных изменений с целью восстановления истинного значения суннизма, учитывая, что это понятие претерпело опасную деформацию из-за попыток экстремистов уничтожить его смысл и свести его к их собственному пониманию.
Таким образом, участники конференции высказали мнение, что представители определённых течений, таких как ваххабизм и такфиризм, на которых зиждется режим Саудовской Аравии, не из числа суннитов.

## Итоги конференции
В ходе конференции в Грозном был выдвинут ряд предложений по корректировке современных течений в исламе:
1. Предложение создать в России телевизионный канал, который бы противостоял «Аль-Джазире» и «доносил до людей правдивое послание об исламе и о борьбе с экстремизмом и терроризмом».
2. Было рекомендовано создать «в Чечне научный центр, который занялся бы мониторингом и изучением современных групп… и опровергал и научно критиковал экстремистскую мысль».
  - Было предложено назвать этот центр «Табсир» (ясновидение).
3. Прозвучало предложение «возвратиться к школам великого знания» (престижным «Аль-Азхару» в Египте, «Аль-Карауину» в Марокко, «Зейтуне» в Тунисе), исключая саудовские религиозные школы — в частности, Исламский университет в Медине.
4. Было предложено создать стипендии для тех, кто заинтересован в изучении шариата, тем самым найдя альтернативу саудовскому финансированию.

## Отзывы о конференции
Некоторые ваххабитские наблюдатели Саудовской Аравии утверждали, что эта конференция проводится под эгидой Кремля.
Заключительная декларация, принятая по итогам исламской конференции в Грозном вызвала серьёзную реакцию у некоторых саудовских чиновников. Потому что конференция исключила из числа суннитского толка представителей салафитов, ваххабизма и других такфиритских и экстремистских течений.
Как сообщает телеканал Аль-Алям, Кадыров добавил: «Мусульмане сегодня страдают от хавариджев». В интервью телеканалу CBC он добавил: «Сегодня при заговоре хаввариджей мусульмане воюют друг против друга. Поэтому нужно оберегать новое поколение от таких заговоров».
Он также заявил: «исламская конференция в Чечне не имела никакого отношения к президенту России Владимиру Путину, и мы являемся исполнителями ислама».
Упомянув о том, что террористическая группировка ДАИШ убила более 1500 чеченцев, Кадыров добавил: «Мы хотим победить современных хавариджев».